# Basílica Real de Castro Verde
A Igreja de Nossa Senhora da Conceição, também referida como Igreja Matriz de Castro Verde e Basílica Real de Castro Verde, localiza-se na freguesia e vila de Castro Verde, no Município de Castro Verde, no distrito de Beja, em Portugal. A basílica foi edificada no século XVI, em homenagem à Batalha de Ourique, tendo substituído uma igreja anterior, provavelmente edificada durante o século XV. Foi alvo de obras de reconstrução no século XVIII, durante as quais foi muito ampliada, ganhando a segunda torre. Em 2019 iniciou-se um grande programa de restauro, que incidiu principalmente sobre o telhado e o tecto pintado, e que permitiu a reabertura do santuário em 2023. O edifício inclui um núcleo museológico, o Tesouro da Basílica Real, onde são expostas várias peças sacras do concelho. Foi classificada como Monumento de Interesse Público em 1993, tendo ascendido à categoria de Monumento Nacional em 2023.

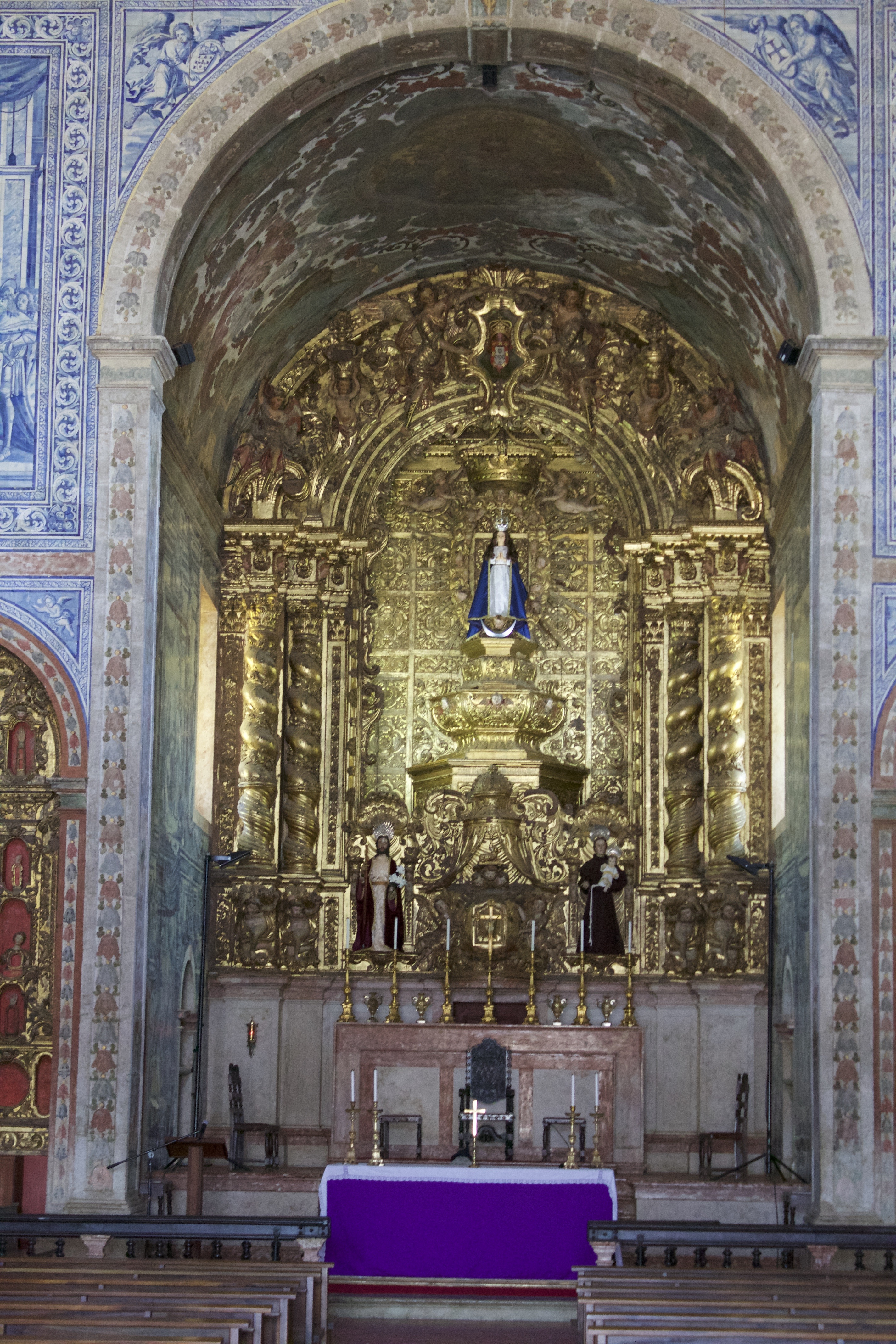
Altar-mor da Basílica Real, em 2017.

## Descrição
A Basílica Real está situada junto à Praça do Município, no centro da vila de Castro Verde. É composta por um edifício de grandes dimensões, que se destaca facilmente da malha urbana da vila, sendo visível a uma grande distância. Apresenta uma planimetria no estilo chão, normalmente utilizada nos edifícios religiosos construídos nos finais do século XVI, embora tanto a fachada como o interior tenham sido posteriormente modificados. A sua planta é longitudinal, com vários volumes organizados de forma diferenciada.  O edifício é rodeado por um adro em calçada, que é limitado por um miradouro, a Rua D. Afonso I e o conjunto dos Paços do Concelho. A fachada está dividida em três registos, abrindo-se no primeiro a porta principal da igreja, com uma moldura rectangular, ladeado por pilastras de ordem jónica e encimado por um frontão onde se realçam as armas da Ordem de Santiago. Por cima do portal encontra-se uma janela com moldura rectangular, sendo depois este conjunto rematado por uma empena. A fachada é marcada por duas imponentes torres sineiras, de planta quadrada, e que terminam em pináculos e coruchéus campaniformes.
O seu interior está organizado numa só nave, de secção rectangular, com uma capela-mor de menores dimensões, igualmente de planta rectangular, e que está ladeada por dois anexos. A sobriedade exterior do edifício contrasta com a riqueza decorativa no seu interior, com as paredes forradas com cerca de sessenta mil azulejos, num estilo típico dos artesãos lisboetas de 1730. A decoração é atribuída a João Antunes, que se destacou pela sua obra religiosa barroca em Portugal, sendo o interior bastante semelhante ao da Igreja de Alcácer do Sal, igualmente da autoria de João Antunes. Os azulejos formam dois registos distintos, um deles com composições de albarradas, enquanto que o segundo apresenta vários painéis retratando a Batalha de Ourique, a história de D. Afonso Henriques e o Milagre de Ourique. Este milagre consistiu numa aparição de Jesus Cristo a D. Afonso Henriques, tendo-lhe prometido que a batalha seria a génese de uma nova nação, que depois iria difundir a religião cristã pelo mundo. Destaca-se igualmente a talha dourada e policromada nos altares, principalmente a do altar-mor, e várias imagens marianas. A cobertura da capela-mor, em abóbada de berço, também está forrada com painéis de azulejos, produzidos em 1713 na cidade de Lisboa, e que retratam várias cenas da vida e pós-morte de São Tiago Maior, apóstolo de Cristo. A cobertura do edifício, em madeira, é um exemplo da marcenaria do século XVIII, com uma grande pintura que representa igualmente o milagre da Batalha de Ourique.
Numa das sacristias funciona um núcleo museológico, o Tesouro da Basílica Real, onde foram preservadas peças sacras provenientes de vários pontos do concelho, destacando-se a cabeça-relicário de São Fabião, originária de Casével, do século XIII, que é considerada um dos principais exemplares da ouriveraria românica na Península Ibérica. Outras peças incluem a custódia da própria Basílica Real, e uma imagem quatrocentista de Santa Bárbara, fabricada na Flandres, e um crucifixo indo-português do século XVII, ambos originários da vila de Entradas. Porém, parte do recheio original do período joanino já desapareceu, tendo sido perdidas importantes peças como um órgão, alguns dos altares laterais, alfaias e relicários.
Encontra-se classificada como Imóvel de Interesse Público pelo Decreto n.º 45/93, de 30 de Novembro (Diário da República n.º 280, de 30 de Novembro de 1993), e é um dos monumentos de referência do património religioso do Baixo Alentejo. Possui um Tesouro, fundado em 2004 pelo Departamento do Património Histórico e Artístico da Diocese de Beja e integrado desde então na Rede de Museus da Diocese de Beja. A Basílica Real é considerada como um dos ex-libris do concelho de Castro Verde, e um principais monumentos da Diocese de Beja.

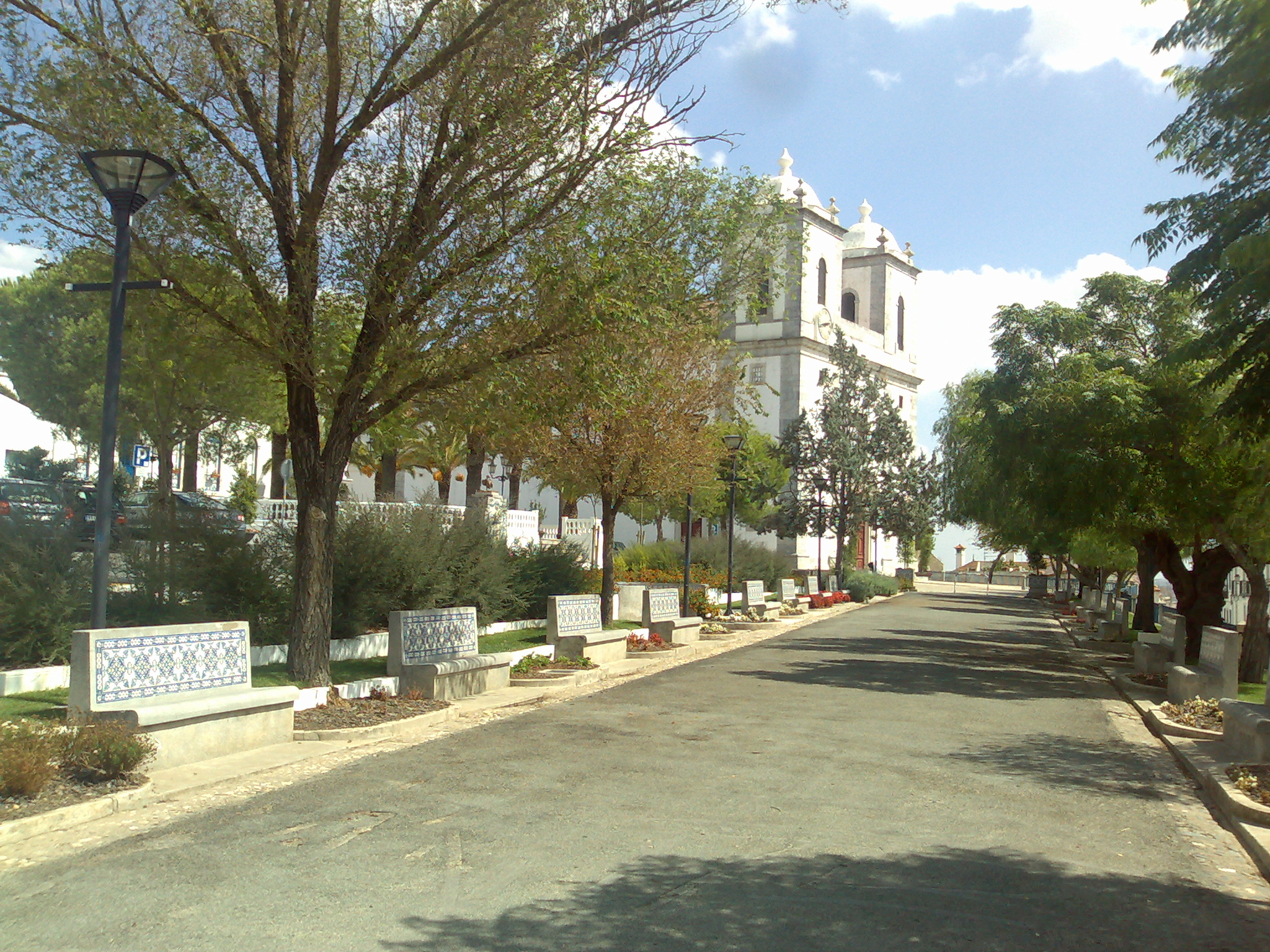
Vista da basílica a partir da Praça do Município, em 2008. O espaço à esquerda era originalmente o cemitério da primeira igreja.

## História

### Antecedentes e edifício original
A ocupação humana no local onde se encontra a Basílica remonta pelo menos à época romana, tendo sido encontrado um vasto espólio daquele período na Travessa da Igreja, nas proximidades do edifício, e que inclui vários fragmentos de cerâmica comum, campaniense e sigillata, partes de ânforas e lucernas,  e peças em vidro.
De acordo com os documentos das Visitações da Ordem de Santiago, a Basílica Real foi instalada no local de uma igreja dedicada a Santa Maria, igualmente conhecida como de Nossa Senhora da Conceição, que terá sido a primeira igreja matriz da vila. Não se sabe ao certo qual foi a data de fundação da igreja original, embora o registo da visitação de 1510 indique que algumas partes do imóvel, então denominado de Igreja de Santa Maria, estavam em más condições de conservação, pelo que poderá ter sido construído durante o período quatrocentista. Este documento descreveu o templo como sendo ao mesmo tempo capela e igreja, contando com três naves e uma torre. A capela era de planta quadrada, com 5,5 m de lado, tinha um arco em tijolo e uma sacristia de pequenas dimensões na fachada posterior. Quanto à igreja, tinha 12.10 m de comprimento por 7.7 m de largura, sendo o acesso feito por três portas, com um alpendre de 8.40 m de comprimento por 3.65 m de largura. O edifício assentava sobre um amplo adro, e estava rodeado por uma necrópole, que se prolongava até à antiga capela de Santo António, que foi posteriormente substituída pelo edifício dos Paços do Concelho.
Os documentos da visitação de 1565 indicam que o edifício já tinha mudado o seu nome para Igreja de Nossa Senhora da Conceição, e que tinha sofrido várias obras de expansão, incluindo um acréscimo no comprimento, tendo sido sacrificado parte do alpendre. Também foi construída uma capela de abóboda quadrada, que funcionava como coro, e que dava acesso à sacristia.

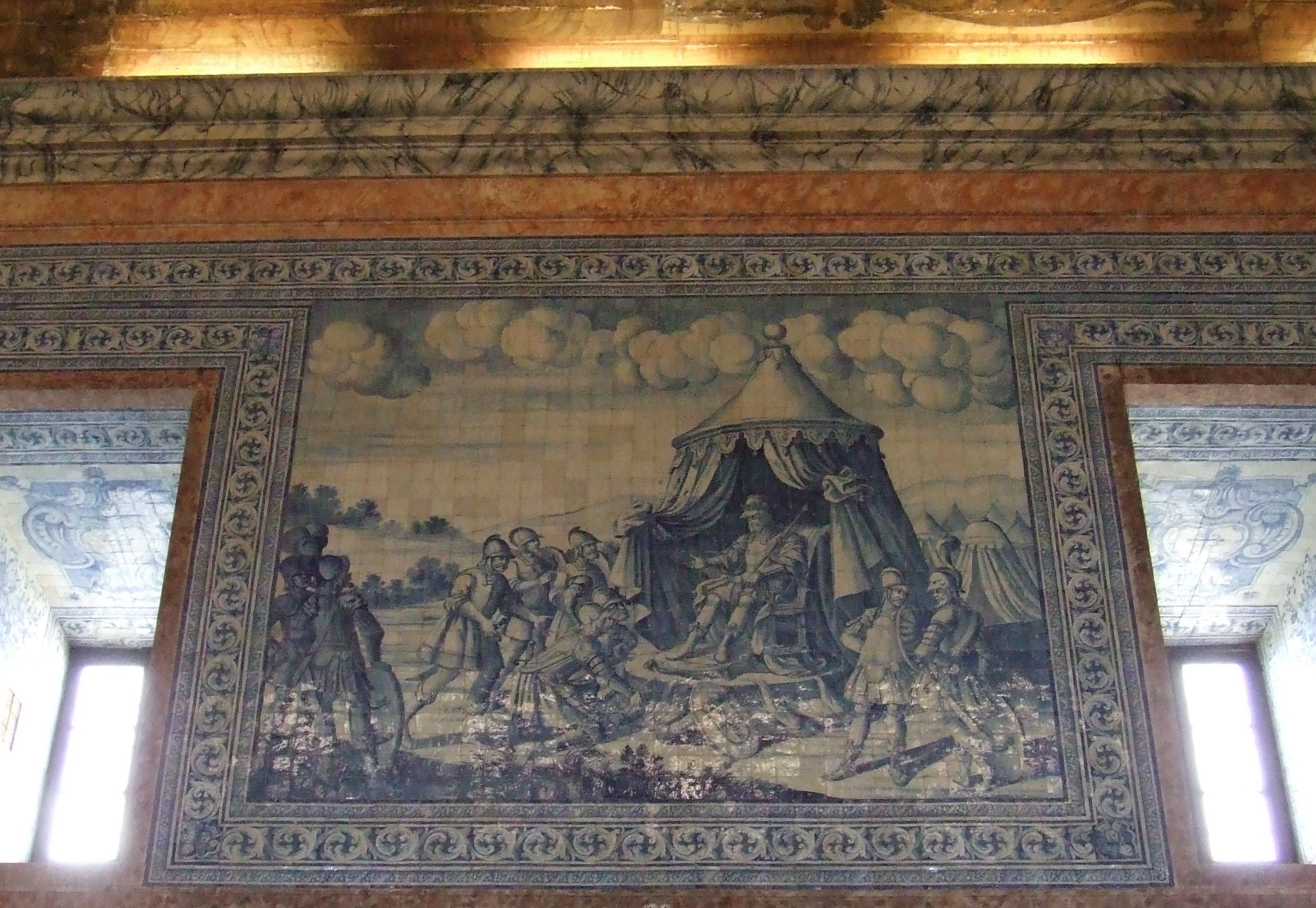
Pormenor de um dos painéis de azulejos alusivos à Batalha de Ourique.

### Construção da basílica e remodelação joanina
Após 1573, ano em que o rei D. Sebastião passou por Castro Verde, a igreja foi demolida, encontrando-se nessa altura já muito arruinada. No seu lugar foi construído um novo templo, provavelmente já com a categoria de basílica, que pretendia homenagear a vitória portuguesa na Batalha de Ourique, que segundo a tradição foi travada em 25 de Julho de 1139, nas imediações da vila de Castro Verde. A basílica original foi descrita como tendo paredes com dezasseis palmos de espessura, uma torre, duas sacristias com acesso à capela-mor, e uma cobertura em forma de abóbada. O edifício possuía um órgão, e estava ricamente decorada com revestimentos em mármore e madeira do Brasil. A basílica poderá ter sido o ponto central de Castro Verde, a partir do qual se desenvolveu o tecido urbano da vila.
Durante a primeira metade do século XVIII, a basílica foi alvo de um novo programa de reconstrução, passando a ter a configuração pela qual é conhecida. Os trabalhos terão começado em 1713, sabendo-se que ainda decorriam em 1718. Esta intervenção foi feita com a iniciativa e apoio financeiro do rei D. João V, como mestre da Ordem de Santiago, que pretendia igualmente prestar homenagem à lendária Batalha de Ourique. Além das mudanças estruturais, também foi enriquecido o recheio do edifício, com várias encomendas feitas pelo próprio monarca, do qual recebeu a categoria de basílica real em 1735. O novo edifício foi desenhado por João Antunes, que faleceu em 1712, pelo que não terá assistido às obras. A cobertura da nave foi pintada entre 1728 e 1731. Segundo a documentação da confraria de São Miguel, recolhida pelo investigador Abílio Pereira de Carvalho na sua obra História de uma Confraria (1677-1855), o relógio da basílica foi encomendado em 1784 a Diodactus Lambinon, na cidade de Faro, por quinhentos mil réis, tendo sido entregue em 1785. Foi um dos três relógios fabricados por esta casa, tendo um ficado em Faro e outro sido fornecido a Portimão.

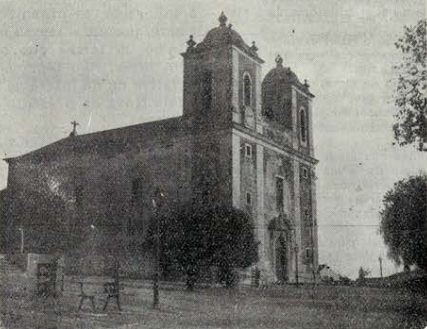
Fotografia da Basílica, publicada no jornal Vida Alentejana n.º 21, de 1935.

### Século XX
Segundo uma placa afixada no relógio, este foi reparado em Abril de 1918 por João da Luz, chefe de oficinas na Fábrica de Moagens. Posteriormente, o antigo relógio foi substituído por um novo sistema, tendo o mecanismo original sido preservado pelo filho de João da Luz, João dos Santos Luz.
Em 2 de Fevereiro de 1969, a basílica foi danificada por um sismo. Na década de 1980 foram descobertos vestígios osteológicos humanos durante obras na zona em redor da basílica, que indicam a presença do antigo cemitério.
Em meados da década de 1980, investigadores do Instituto Português do Património Cultural fizeram uma vistoria à basílica, a pedido da Câmara Municipal de Castro Verde, no sentido de ser feita uma proposta para a classificação do edifício junto do Secretário de Estado da Cultura. Nessa altura, o edifício apresentava vários problemas de conservação, tendo a autarquia facilitado cerca de dez mil contos à Comissão Fabriqueira da Igreja, que deveriam ser utilizados nas obras que eram consideradas mais prioritárias, como a instalação de energia eléctrica, rebocos e a cobertura. Em Agosto de 1987, aquela comissão entregou um pedido de comparticipação à Direcção-Geral do Ordenamento do Território, no sentido de obter financiamento para as obras. Em 29 de Outubro desse ano, o Presidente da República, Mário Soares, passou por Castro Verde no âmbito de uma das suas campanhas de Presidência Aberta, tendo visitado a basílica. A autarquia entregou-lhe um memorando, onde lamentou a falta de classificação do edifício e o seu avançado estado de degradação, «particularmente a cobertura e todo o revestimento exterior». De acordo com este comunicado, o município considerada que a basílica devia ser protegida como Monumento Nacional, devido aos seus atributos e à forte ligação à Batalha de Ourique. O monumento só foi classificado em 30 de Novembro de 1993, na categoria de Imóvel de Interesse Público, pelo Decreto n.º  45.

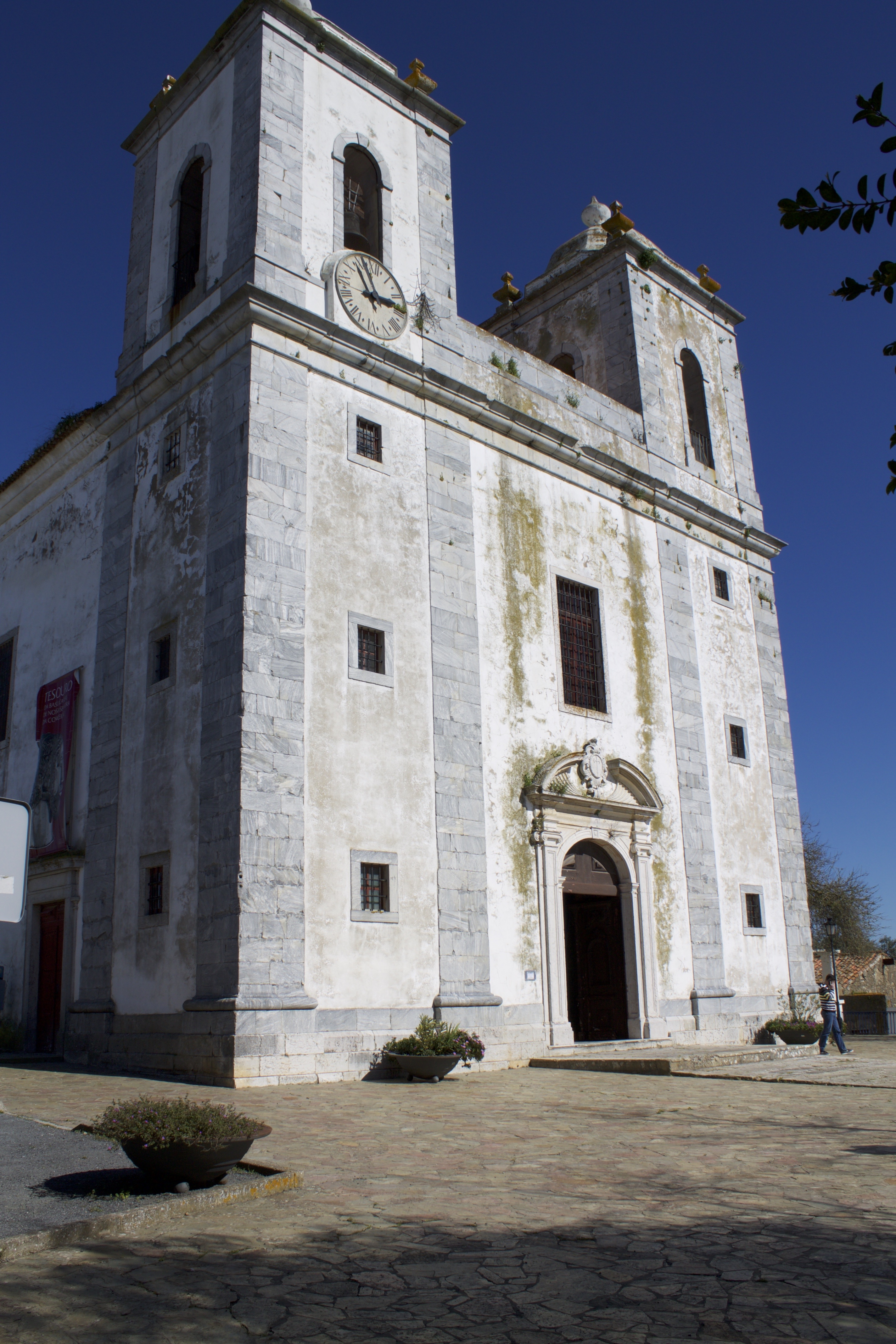
Fachada principal da basílica, em 2017.

### Século XXI

#### Década de 2000
Em Janeiro de 2008, o boletim municipal de Castro Verde O Campaniço alertou para o estado de degradação em que se encontrava a basílica, com queda de azulejos, infiltrações de água, e as portas e janelas em más condições, entre outros problemas. Segundo aquele periódico, a autarquia de Castro Verde tinha feito vários pedidos ao Instituto Português do Património Arquitetónico e ao seu sucessor, o Instituto de Gestão do Património Arquitetónico e Arqueológico, para a realização de obras de conservação no edifício, mas o processo estava atrasado por motivos burocráticos. Em meados desse ano, a autarquia estava a preparar a instalação de equipamentos de iluminação cénica nos espaços envolventes à Basílica Real e a Igreja das Chagas do Salvador, no sentido de valorizar aqueles importantes monumentos. Este plano esteve integrado no acordo de colaboração entre a Câmara Municipal, a Paróquia de Castro Verde e o Departamento Histórico e Artístico da Diocese de Beja, no âmbito do qual foram encetadas importantes iniciativas para a preservação da cultura no concelho, como a abertura do núcleo museológico do Tesouro da Basílica Real. Entre os finais de 2008 e princípios de 2009 foram feitas obras de restauro na porta da basílica, que se encontrava em avançado estado de degradação, tendo sido igualmente recuperado o guarda-vento à entrada do edifício. Em 25 de Julho de 2009, a autarquia e o Tesouro da Basílica Real apresentaram a série de dez postais Olhares I, baseada em fotografias do artista Nicola di Nunzio, que retratam as obras de arte sacra que fazem parte do espólio daquele núcleo museológico.

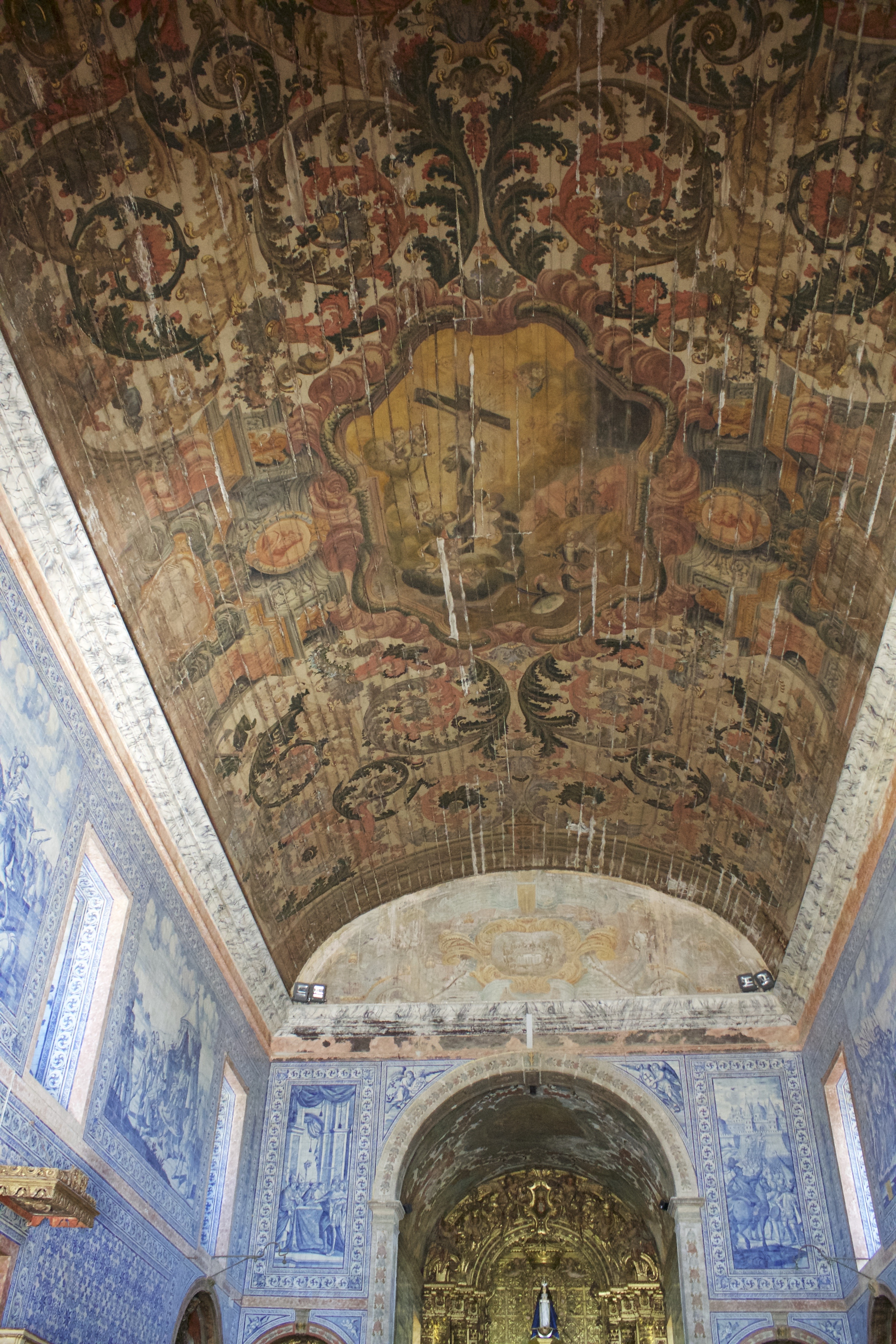
Interior da Basílica em 2017, sendo visível o estado de degradação em que a cobertura se encontrava.

#### Décadas de 2010 e 2020
Em Maio de 2015, deve lugar na basílica o concerto de música sacra Íntimo Misticismo: Música Espiritual Hispano-Portuguesa do Renascimento Central e Tardio, dirigido pelo maestro espanhol Carlos Mena, que foi realizado no âmbito do Festival Terras Sem Sombra. Em Agosto de 2016, o processo para a requalificação da basílica estava suspenso, tendo o prazo para o primeiro aviso de candidatura aos fundos da União Europeia terminado em 27 de Julho. Esta situação foi criticada pelo historiador José António Falcão, que então estava a colaborar num programa da Diocese de Beja, tendo considerado que foi perdida uma «oportunidade de ouro». Em Abril de 2017, a basílica foi o palco da peça de teatro O Castelo do Barba‑Azul, do autor húngaro Béla Bartók, interpretada pela Academia Lizt, igualmente organizada como parte do Festival Terras Sem Sombra. O antigo cemitério junto à basílica foi alvo de trabalhos arqueológicos entre 2018 e 2020.
Em 2018, o presidente da Câmara Municipal de Castro Verde, António José Brito, criticou o avançado estado de degradação em que se encontrava a basílica, com problemas nas portas, e janelas e os azulejos, embora o elemento que suscitasse uma maior preocupação fosse a abóbada pintada. Em 2 de Julho desse ano, um grupo de deputados do Partido Socialista visitou o concelho de Castro Verde, no âmbito das Jornadas Parlamentares, tendo António José Brito alertado para os problemas da Basílica Real. O autarca reuniu-se ainda nesse mês com o ministro da Cultura, Luís Filipe de Castro Mendes, tendo ficado estabelecidas, segundo um comunicado da imprensa do governo, «as linhas gerais de uma estratégia que permita dar uma resposta eficaz ao problema, num trabalho que envolverá, necessariamente, a Paróquia de Castro Verde, a Diocese de Beja, proprietária do edifício e a Direção Regional de Cultura do Alentejo». No sentido de elaborar o programa para a recuperação do edifício e poder candidatar-se a fundos comunitários, foi formado um grupo de trabalho, integrando a autarquia, a Paróquia de Castro Verde e a Direcção Regional de Cultura do Alentejo. O avançado estado de degradação da basílica levou ao seu encerramento ao culto, embora tenha continuado aberta ao público, tal como o pólo museológico, embora com limitações na visita. Em 23 de Janeiro de 2019, uma delegação de representantes da Toyota esteve no concelho de Castro Verde, tendo visitado a Basílica Real.
O programa de restauro da Basílica Real arrancou em 2019, tendo sido dividido em três fases, executadas de forma anacrónica. A primeira abrangeu a limpeza do telhado, a reabilitação das portas e janelas, e a pintura do edifício, tendo os trabalhos demorado cerca de quatro meses. Foram oficialmente concluídos em 8 de Dezembro, num evento que teve a presença do Secretário de Estado Adjunto e do Desenvolvimento Regional, Carlos Miguel, e que incluiu uma missa e uma procissão pelas ruas da vila. Com o final dos trabalhos da primeira fase, foram reiniciadas as funções religiosas na basílica. Esta intervenção envolveu um investimento superior a 65 mil Euros, tendo sido financiado pela autarquia, a União de Freguesias de Castro Verde e Casével e pelo governo, ao abrigo do programa BEM – Beneficiação de Equipamentos Municipais. A segunda fase custou mais de 310 mil Euros, e centrou-se no restauro da cobertura da basílica. A terceira contemplou a requalificação do nártex e do coro alto, tendo amontado a mais de cinquenta mil Euros. A intervenção na cobertura da igreja, organizada pela Fábrica da Igreja Paroquial da Freguesia de Castro Verde, tinha como finalidade restaurar a aparência original do tecto, que foi considerada pelo padre Luís Fernandes como «o mais trabalhado a nível de pintura e de arte de toda a extensão da Diocese de Beja».
Em Janeiro de 2021 foi publicado no Diário da República o concurso público para esta obra, com um valor base de 310 mil euros e um prazo de execução de doze meses, embora Luís Fernandes tenha calculado que provavelmente esta intervenção iria levar mais tempo, devido à natureza muito minuciosa dos trabalhos, e à situação de pandemia pela qual se estava a passar. Esta intervenção foi financiada em 85% por fundos comunitários, no âmbito do programa operacional regional Alentejo 2020, enquanto que o valor restante foi disponibilizado pela empresa Somincor, exploradora da Mina de Neves-Corvo. A terceira fase das obras de restauro foi parcialmente financiada com as receitas dos bilhetes para exposições temporárias na Igreja das Chagas do Salvador. Luís Fernandes pretendia que, durante a terceira fase, fossem igualmente feitas obras de restauro na sanca e nas paredes laterais, nomeadamente nos elementos dos tímpanos e as meias luas, intervenção que computou em cerca de cerca de 80 mil euros. Além disso, também alertou para a necessidade de fazer obras de reabilitação noutras partes do edifício, incluindo nos azulejos, na capela-mor, nas talhas, nos altares laterais, nos púlpitos e nas balaustradas. Em 30 de Março, a directora Regional de Cultura do Alentejo, Ana Paula Amendoeira, visitou a Basílica Real, no âmbito da terceira fase das obras. Segundo Ana Paula Amendoeira, uma das finalidades deste programa de requalificação era impulsionar a «reclassificação da Basílica como monumento nacional», devido ao seu «imenso valor cultural e patrimonial», processo que também era defendido pelo padre Luís Fernandes, como forma de facilitar os concursos para futuras obras no edifício. Nessa altura, a terceira fase estava muito adiantada, mas ainda não se tinha iniciado a segunda fase, correspondente à cobertura da igreja, que segundo o presidente da Câmara Municipal, António José Brito, era «mais exigente do ponto de vista da dimensão». Segundo o autarca, este processo estava em vias de ser aprovado pela Direcção Regional de Cultura, no sentido de se iniciarem os trabalhos, tendo sido financiados por fundos comunitários e pela Somincor, empresa responsável pela Mina de Neves-Corvo. O presidente da Câmara Municipal, António José Brito, classificou as obras de remodelação da Basílica Real como «um exemplo de cooperação institucional e articulação entre entidades públicas».
Em 10 de Fevereiro de 2022, a Direcção-Geral do Património Cultural emitiu o anúncio n.º 21, onde declarou o seu interesse em iniciar o processo para a reclassificação da igreja como Monumento Nacional, na sequência de uma proposta de 13 de Outubro do ano anterior por parte da divisão do Património Arquitectónico e Arqueológico do Conselho Nacional de Cultura. Esta decisão foi aplaudida pelo Presidente da Câmara Municipal de Castro Verde, António José Brito, que a considerou como «um momento que engrandece Castro Verde e a sua população, mas também representa um ato de justiça para com o mais importante monumento do concelho, que orgulha todos os castrenses». Acrescentou igualmente que « rica história do monumento e o seu estreito vínculo à fundação da nacionalidade há muito tempo que mereciam esta importante decisão. Felizmente, desde 2017, foi possível 'juntar visões semelhantes' e construtivas, num processo fundado na vontade comum da Câmara Municipal e da Paróquia de Castro Verde. Mas é justo relevar também o papel do Governo, através da Direção Regional de Cultura do Alentejo, e da Somincor, enquanto mecenas e empresa com notória responsabilidade social».
O santuário reabriu oficialmente ao público em 18 de Março de 2023, numa cerimónia que contou com a presença do presidente da Câmara Municipal, António José Brito, e da secretária de Estado da Cultura, Isabel Cordeiro. Concluiu-se assim o processo de reabilitação do monumento, que custou mais 446 mil euros, e que contou com a participação da Câmara Municipal, da Fábrica Paroquial de Castro Verde, e da Direcção Regional de Cultura, e o apoio financeiro da SOMINCOR e da União de Freguesias de Castro Verde e Casével. Em 22 de Junho desse ano, foi aprovado um decreto que alterou a classificação do imóvel como Monumento Nacional, e o nome oficial para Basílica Real de Castro Verde. Esta decisão foi aplaudida pelo Presidente da Câmara Municipal de Castro Verde, António José Brito, que a classificou como «um momento muito especial, gratificante e que coroa o importante trabalho de requalificação global da Basílica», tendo salientado que «todos os católicos e todos os Castrenses estão de parabéns com esta classificação que orgulha Castre Verde e a região», e recordado que «chegar aqui só foi possível graças ao importante trabalho de parceria e forte articulação ente a Paróquia, a Câmara Municipal, a Direção Regional de Cultural e a Somincor, que teve relevante papel como mecenas». Em 10 de Novembro desse ano, a Câmara Municipal de Castro Verde reforçou o seu apoio financeiro ao Tesouro da Basílica Real de Castro Verde, de forma a permitir um aumento o número de dias da semana em que o santuário estava aberto ao público.

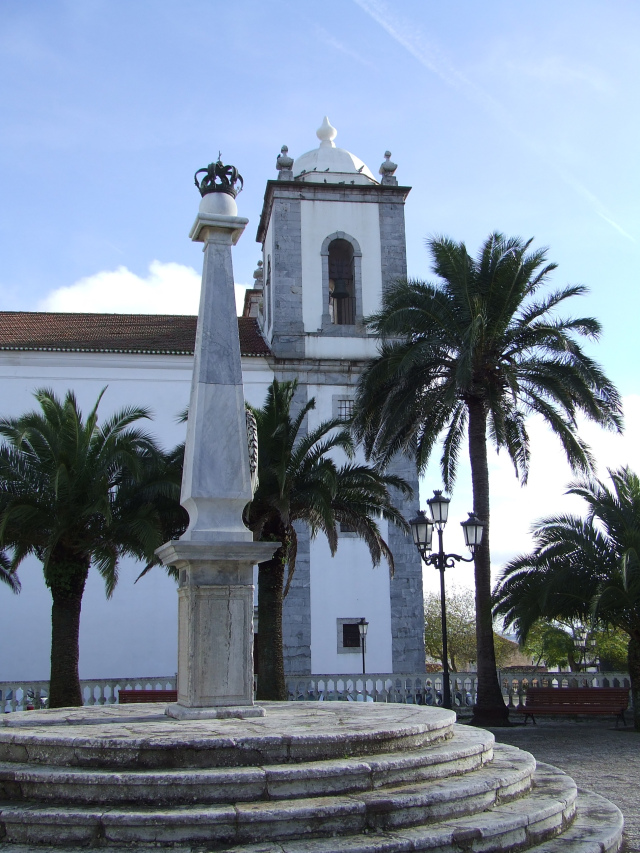
Fachada Noroeste do edifício em 2013, vendo-se o Padrão Comemorativo da Batalha de Ourique.